# Saracenijevke
Saracenijevke (lat. Sarraceniaceae nom. cons.) biljna porodica u redu vrjesolike kojemu pripada oko 50 vrsta biljaka mesožderki. Porodica je dobila ime po rodu saracenija (Sarracenia), a ostala dva su helijamfora (Heliamphora) i darlingtonija (Darlingtonia)
Dva roda ove porodice, darlingtonija i saracenija raširene su po Sjevernoj Americi, a neke vrste su introducirane u Europu. Treći rod helijamfora raste u tropskim područjima Amazonije.

## Opis
Sarraceniaceae, porodica biljaka mesožderki iz reda Ericales, porijeklom iz Sjeverne i Južne Amerike. Ove višegodišnje biljke niskog rasta poznate su po svojim modificiranim lišćem poput vrča, koje služi kao zamka za hvatanje i probavu insekata i drugog sitnog plijena. Porodica se sastoji od tri roda: Sarracenia, s oko 10 vrsta; Darlingtonia, s jednom vrstom; i Heliamphora, s oko 23 vrste. (Biljke iz porodice Nepenthaceae ograničene su na Stari svijet.)
Sarraceniaceae se razlikuju od bilo koje druge biljke na zapadnoj hemisferi. Svoje uobičajeno ime dobivaju po svojim šupljim cjevastim listovima, koji mogu biti u obliku trube, vrča ili urne. Ovi listovi pasivno hvataju plijen koji biva namamljen u usta lista svojim svjetlucavim površinama ili neobičnom bojom i prozirnim mrljama. Ako kukac ili drugi organizam upadne u vrč, krute dlake usmjerene prema dolje i skliski zidovi sprječavaju ga da ispuzi natrag. Iscrpljena, životinja se na kraju utopi u tekućini na dnu vrča. Enzimi i bakterije za probavu proteina razgrađuju tijelo kukca, omogućujući biljci da apsorbira nitrate i druge korisne hranjive tvari kako bi nadopunila loše uvjete tla u svom okolišu.
Pripadnici Sarraceniaceae obično nastanjuju močvare, vlažne ili pješčane livade i savane gdje su tla zasićena vodom, kisela i s nedostatkom dušika ili fosfora. Umjesto uspravne nadzemne stabljike, biljka obično ima kratak, okrugao, vodoravni rizom (podzemna stabljika) iz kojega se listovi šire prema van i prema gore. Zreli rizom, koji je dug 8-30 cm (3-12 inča), raste 10 do 30 godina, ovisno o rodu. Većina članova porodice proizvodi urod u proljeće i drugi urod u jesen. Listovi variraju u boji od žutozelene do tamnozelene prožete crvenom bojom. Listovi su jasno prilagođeni da funkcioniraju poput cvijeća u privlačenju insekata: nalik su cvjetovima u svojim upečatljivim uzorcima boja i oblika, a tijekom svog aktivnog razdoblja ljeti izlučuju nektar koji sadrži fruktozu, što je vrlo privlačno nekim kukcima. Neke vrste, uključujući “ljubičastu biljku” (S. purpurea), pronađene su sa daždevnjacima u njihovim vrčevima. Vjerojatno je da su takve slučajne žrtve privučene kukcima koje mame vrčevi i daju dodatnu hranu biljkama.
Osim što imaju lišće nalik na cvjetove, svi članovi Sarraceniaceae daju cvjetove koji su upečatljivi i imaju ugodan miris. Cvjetove koji klimaju oprašuju kukci, obično pčele, i obično se nose na dugim peteljkama kako bi oprašivače držali podalje od smrtonosnih vrčeva. Latica cvijeća obično ima pet, a prašnici su brojni i obilno bacaju pelud. Plodovi su suhe kapsule koje izbacuju svoje sjemenke. Neke se vrste razmnožavaju vegetativno; kod Darlingtonije, a rjeđe kod Sarracenije, pupoljci se pojavljuju u čvorovima (zglobovima stabljike) u rizomu i rastu u nove biljke, stvarajući kolonije koje se polako šire.